# Il club
Il club (El club) è un film del 2015 diretto da Pablo Larraín.

## Trama
Quattro sacerdoti vivono insieme in una casa isolata in una piccola città sul mare. Ciascuno di loro è stato inviato in questo luogo per cancellare i peccati commessi in passato: padre Vidal, un pedofilo gay represso che tuttavia dichiara di non aver mai abusato fisicamente di un bambino; Padre Ortega, trafficante di minori che ha rapito i figli di giovani e indigenti madri (che a quanto dice non volevano crescerli) per affidarli a ricche famiglie borghesi impossibilitate ad avere figli; Padre Silva, cappellano di guerra che tramite le confessioni di ufficiali e soldati del suo reggimento è venuto a conoscenza di decine di crimini efferati ed ha minacciato di renderli pubblici; e infine Padre Ramírez, un anziano mentalmente compromesso che non ricorda il motivo per cui è stato esiliato negli anni '60. Vivono sotto l'occhio vigile di una sorvegliante, Mónica, ex suora accusata, ingiustamente dice lei, di aver picchiato la figlia adottiva.
Osservando un regime rigoroso, nella casa le giornate passano tra la preghiera e l'allenamento del levriero da corsa che tutti amorevolmente accudiscono. Quando arriva un quinto prete, Matías Lazcano, quest'equilibrio si destabilizza: all'ingresso compare anche un altro uomo, a quanto pare una delle vittime abusate durante l'infanzia, che comincia a ricoprirlo d'insulti e a descrivere nei dettagli gli abusi subiti dai minori cosicché i vicini di casa lo sentano. Gli ospiti della casa forniscono una pistola al quinto prete con l'idea che questo lo "allontani mettendogli paura", ma - contro ogni previsione - il prete rivolge la pistola su di sé e si ammazza proprio davanti all'uomo abusato, che si zittisce e si allontana. A quel punto viene spedito nel paesino sperduto un altro prete, di grado superiore ed immacolato, che ha l'ordine di fare chiarezza sulla vicenda ed eventualmente chiudere la comunità.

## Distribuzione
È stato presentato in anteprima italiana il 23 ottobre 2015 nell'ambito di una retrospettiva dedicata al regista al Festival di Roma. Il film è stato distribuito nelle sale cinematografiche italiane a partire dal 25 febbraio 2016.

## Riconoscimenti
- 2015 - Festival internazionale del cinema di Berlino
  - Orso d'argento, gran premio della giuria
- 2015 - Premio Fénix
  - Miglior film
  - Miglior regia
  - Miglior attore (Alfredo Castro)
  - Miglior sceneggiatura
- Festival Internacional del Nuevo Cine Latinoamericano de La Habana
  - Miglior film
- Festival internazionale del cinema di Mar del Plata
  - Miglior attore (Roberto Farías, Alfredo Castro, Alejandro Goic, Jaime Vadell)
  - Miglior sceneggiatura